# Franciszek Antoni Woelke
Franciszek Antoni Woelke (ur. 13 lipca 1788 w Braniewie, zm. 13 stycznia 1862 w Kielcach) – językoznawca, filolog klasyczny, profesor Uniwersytetu Warszawskiego w dobie Królestwa Polskiego (kongresowego), twórca m.in. Słownika łacińsko-grecko-polskiego.

## Życiorys
Franciszek Woelke urodził się w Braniewie w Prusach Wschodnich w rodzinie kupca Antoniego i Katarzyny z domu Frietz. W rodzinnym Braniewie ukończył, dzięki opiece stryja, kanonika warmińskiego ks. Michała Woelkego, w 1806 roku Liceum Hosianum. Następnie naukę pobierał w szkole pijarów w Warszawie, a od 1808 roku pracował już w konwikcie pijarów w Warszawie jako nauczyciel języków starożytnych, języka francuskiego i niemieckiego. W 1814 roku Woelke został pierwszym profesorem w Szkole Departamentowej w Sejnach. W 1816 wysłano go na koszt rządu na dalsze studia za granicę. Studiował filologię klasyczną w Berlinie, następnie w Getyndze. Po powrocie z zagranicy mianowany został profesorem literatury starożytnej w wojewódzkiej szkole w Lublinie. Ponieważ w Warszawie były lepsze warunki do pracy naukowej, czynił zabiegi o przeniesie się tamże. W 1823 roku został mianowany profesorem nadzwyczajnym filologii klasycznej Uniwersytetu Warszawskiego. W 1824 roku rada Uniwersytetu Warszawskiego bez żadnego egzaminu, jedynie opierając się na jego pracach, przyznała mu tytuł doktora filozofii. Po zamknięciu uczelni wykładał języki oraz literaturę grecką i rzymską na Warszawskich Kursach Dodatkowych Pedagogicznych. Od 1837 roku w Instytucie Agronomicznym na Marymoncie uczył języka niemieckiego. Prowadził także lektoraty z łaciny na kursach z zakresu prawa. W 1839 otrzymał za zasługi pedagogiczne i naukowe dziedziczne szlachectwo polskie i podpisywał się odtąd Franciszek Antoni de Woelke. Zawsze podkreślał swoje warmińskie pochodzenie.
W 1831 roku wydał w Warszawie swe najważniejsze i najobszerniejsze dzieło — Słownik łacińsko-grecko-polski. Był również autorem gramatyki greckiej dla szkół oraz kilku rozpraw, między innymi Quod litterarum antiquarum...